# Desmodium sandwicense
Desmodium sandwicense är en ärtväxtart som beskrevs av Ernst Meyer. Desmodium sandwicense ingår i släktet Desmodium och familjen ärtväxter. Inga underarter finns listade i Catalogue of Life.